# Бурцево (Мышкинский район)
В Мышкинском районе есть еще одна деревня с таким названием, в Приволжском сельском поселении.
Бурцево  — деревня Охотинского сельского поселения Мышкинского района Ярославской области.
Деревня стоит на правом, северном берегу реки Юхоть, это предпоследний населённый пункт Мышкинского района вверх по правому берегу Юхоти. К востоку от деревни, выше по течению Юхоти стоит деревня Бабайки, последний населённый пункт Мышкинского района в этом направлении. Далее в Юхоть впадает небольшой ручей, на противоположном берегу которого стоит деревня Медведково, находящаяся уже в Большесельском районе. Бурцево и Бабайки с северной стороны охвачены протоком реки Юхоть. Ниже Бурцево по течению стоит деревня Семёнково. Между Бурцево и Семёнково на некотором удалении от берега — деревня Старово. Эти четыре деревни стоят на обращённой к югу излучине Юхоти, вокруг них сельскохозяйственные угодья, к северу от которых начинаются леса. Лесная дорога длиной около 4 км связывает Бурцево с деревней Антеплево. На топокарте около Бурцево обозначен причал. На противоположном берегу Юхоти напротив Семёнково находится деревня Литвиново, которая находится в Угличском районе .
На 1 января 2007 года в деревне числилось 8 постоянных жителей . Деревню обслуживает почтовое отделение, находящееся в селе Охотино .